# Shrirampur Rural
Shrirampur Rural è una suddivisione dell'India, classificata come census town, di 7.510 abitanti, situata nel distretto di Ahmednagar, nello stato federato del Maharashtra. In base al numero di abitanti la città rientra nella classe V (da 5.000 a 9.999 persone).

## Geografia fisica
La città è situata a 19° 36' 54 N e 74° 39' 04 E.

## Società

### Evoluzione demografica
Al censimento del 2001 la popolazione di Shrirampur Rural assommava a 7.510 persone, delle quali 3.850 maschi e 3.660 femmine. I bambini di età inferiore o uguale ai sei anni assommavano a 900, dei quali 478 maschi e 422 femmine. Infine, coloro che erano in grado di saper almeno leggere e scrivere erano 5.181, dei quali 3.036 maschi e 2.145 femmine.